# Встреча в Атлантике
Встреча в Атлантике (пол. Spotkanie na Atlantyku) — польский психологический художественный фильм, снятый режиссёром Ежи Кавалеровичем в 1980 году.
Премьера фильма в Польше состоялась 16 сентября 1980 года.

## Сюжет
Большой океанский лайнер плывёт из Америки в Польшу. Профессор Новак возвращается на нём после цикла лекций, прочитанных в Соединённых Штатах. Его сопровождает ассистентка Магда. Среди пассажиров — певица Ирена, у которой развивается бурный роман со Збышеком, священник, сопровождающий старого эмигранта, возвращающегося на родину и таинственный человек. Профессору кажется, что они уже встречались с незнакомцем ранее, и что он чувствует какую-то вину по отношению к нему. Незнакомец же ведёт себя вызывающе. Между ними развивается игра, полная двусмысленностей, нарастающая угроза. Во время капитанского бала с Новаком происходит сердечный приступ. Но помощь приходит слишком поздно…

## В ролях
- Тереза Будзиш-Кшижановска — Магда, ассистентка профессора Новака
- Игнацы Гоголевский — профессор Новак
- Марек Вальчевский — Вальтер
- Малгожата Немирская — певица Ирена
- Марек Левандовский — Збышек
- Вацлав Улевич — священник
- Густав Люткевич — охмистр
- Ежи Брашка — стюард
- Зыгмунт Мацеевский
- Станислав Михальский